# Jarno Kärki
Jarno Henrik Kärki, född 13 oktober 1994 i Björneborg, Finland, är en finländsk professionell ishockeyspelare som spelar för GCK Lions i Swiss League. Undantaget en kort sejour i Tappara så spelade Kärki sina fem första säsonger som senior med moderklubben Ässät i Liiga mellan 2014 och 2019. I slutet av januari 2019 lämnade han Finland för spel med EHC Biel i NL. Säsongen 2019/20 inledde Kärki med Färjestad BK, innan han anslöt till Linköping HC i oktober 2019. Han spelade med Linköping i ytterligare en säsong innan han i juni 2021 återvände till Ässät. Sedan 2022/23 spelar Kärki för GCK Lions i Swiss League.
Som junior tog han brons med Ässät J20 säsongen 2013/14. I februari 2017 spelade han sin första A-landslagsmatch för Finland.

## Karriär

### Klubblag
Kärki påbörjade sin ishockeykarriär med moderklubben Ässät. Den 11 juni 2012 skrev han ett treårsavtal med Ässät och efter flera säsonger som tongivande spelare i Ässäts juniorled, där han bland annat tog brons med klubbens J20-lag säsongen 2013/14, gjorde han debut med Ässäts seniorlag i FM-ligan säsongen 2014/15. Han spelade sin första match i FM-ligan den 11 september 2014 och gjorde i sin andra match, den 13 september, sitt första mål i ligan, på Tuomas Tarkki, i en 3–0-seger mot JYP. Månaden därpå, den 30 oktober, förlängde han sitt avtal med klubben med ytterligare två säsonger. Ässät slutade nia i grundserien och slogs ut i åttondelsfinal av SaiPa med 2–0 i matcher. Kärki noterades för 20 poäng på 57 grundseriematcher och var den junior i ligan som gjorde flest mål i grundserien (13).
Under sin andra säsong som ordinarie i Ässäts A-lag gjorde Kärki sin poängmässigt främsta säsong i FM-ligan. Laget slutade på tolfte plats i grundserietabellen och missade därmed chansen till slutspel. På 55 grundseriematcher noterades han för 36 poäng (17 mål, 19 assist) och vann lagets interna poängliga. Han spelade sedan ytterligare en säsong för Ässät innan han den 3 maj 2017 lämnade klubben för spel med seriekonkurrenten Tappara. Efter att ha endast producerat en assistpoäng på 19 matcher för Tappara meddelades det den 7 november 2017 att Kärki återvänt till Ässät, med vilka han skrivit kontrakt med för resten av säsongen. Han gjorde därefter 14 mål och 14 assist för klubben på 39 grundseriematcher. Innan grundserien var över förlängde han sitt avtal med klubben med två år, den 12 januari 2018. Lagets slogs ut av Kärpät med 4–1 i kvartsfinal och Kärki var med tre mål och en assistpoäng Ässäts främste poängplockare under slutspelet.
Säsongen 2018/19 slutade Ässät på sista plats i grundserien och på 41 matcher stod Kärki för 30 poäng. Med 17 gjorda mål vann han också lagets interna skytteliga. Under denna säsong blev Kärki den första spelaren i FM-ligan på 24 år att göra hat trick i två matcher i följd. Innan grundserien var över lämnade han klubben då han den 28 januari 2019 skrivit avtal med den schweiziska klubben EHC Biel för återstoden av säsongen. Dagen därpå spelade han sin första match i Nationalliga A. I sin tredje match för Biel noterades han för sina två första mål i NLA, på Melvin Nyffeler, i en 2–6-seger mot Rapperswil-Jona Lakers. Kärki stod för tre mål och en assistpoäng på nio grundseriematcher för Biel. I det efterföljande slutspelet slogs laget ut i semifinal mot SC Bern, som vann grundserien.
Den 26 september 2019 meddelades det att Färjestad BK i SHL skrivit ett korttidsavtal med Kärki. Två dagar senare gjorde han SHL-debut, i en match mot Frölunda HC. Den 5 oktober samma år gjorde han sitt första SHL-mål, på Fredrik Pettersson-Wentzel, i en 12–0-seger mot IK Oskarshamn. På åtta matcher för Färjestad noterades Kärki också för en assistpoäng. Senare samma månad stod det klart att han skrivit ytterligare ett korttidsavtal, denna gång med seriekonkurrenten Linköping HC. Efter att avtalet gått ut i början av december meddelades det den 9 december 2019 att Linköping förlängt avtalet med Kärki till och med säsongen 2020/21. Den efterföljande säsongen var han Linköpings främsta målskytt med 16 mål på 50 grundseriematcher och noterades totalt för 27 poäng.
Efter tre säsonger utomlands bekräftades det den 23 juni 2021 att Kärki återvänt till Finland då han skrivit ett ettårsavtal med Ässät. Han utsågs till ny lagkapten för Ässät och var den följande säsongen laget näst främste målskytt med 16 mål på 59 grundseriematcher. Totalt noterades han för 27 poäng. Laget slutade på sista plats i serien och misslyckades därmed att ta sig till slutspel.
Den 27 juli 2022 stod det klart att Kärki skrivit ett ettårsavtal med GCK Lions i den schweiziska andraligan Swiss League. Klubben är farmarlag till ZSC Lions i den högsta ligan i Schweiz. Kärki spelade under säsongens gång också tre matcher för ZSC. I Swiss League vann han den interna skytteligan i GCK då han stod för 18 mål på 44 grundseriematcher. Även i det följande slutspelet, där man slogs ut i semifinal, var Kärki lagets främste målskytt. På elva matcher stod han för sex poäng, varav fem mål. Den 29 juni 2023 bekräftades det att Kärki förlängt sitt avtal med klubben med ytterligare en säsong. Säsongen 2023/24 var Kärki den i laget som stod för flest poäng (40) och assist (27) i grundserien. Laget slutade på fjärde plats och tog sig i det efterföljande slutspelet till final. Där föll man dock mot HC La Chaux-de-Fonds med 4–1 i matcher. Kärki vann slutspelets poängliga med 22 poäng på 18 matcher. Han var dessutom den spelare med flest assistpoäng (15).
Den 2 juli 2024 meddelades det att Kärki förlängt sitt avtal med Lions med ytterligare en säsong. Den följande säsongen spelade Kärki endast tio grundseriematcher för Lions. Han producerade ett mål och tre assistpoäng. I slutspelet slogs laget omgående ut av EHC Basel och på fem matcher stod Kärki för två mål och lika många assistpoäng. Den 1 juli bekräftades det att Kärki förlängt sitt avtal med Lions med ytterligare en säsong.

### Landslag
Kärki blev uttagen att spela Sweden Hockey Games i början av 2017 och spelade sin första A-landslagsmatch den 9 februari samma år. I turneringens avslutande match mot Sverige, den 12 februari, noterades Kärki för sitt första landslagsmål, på Viktor Fasth, i en 2–3-seger mot Sverige.

## Statistik
| 2014–15      | Ässät        | Liiga        | 57  | 13 | 7  | 20  | 8   | 2  | 0  | 0  | 0  | 0  |
| 2015–16      | Ässät        | Liiga        | 55  | 17 | 19 | 36  | 2   | —  | —  | —  | —  | —  |
| 2016–17      | Ässät        | Liiga        | 47  | 12 | 15 | 27  | 18  | 3  | 0  | 0  | 0  | 0  |
| 2017–18      | Tappara      | Liiga        | 19  | 0  | 1  | 1   | 4   | —  | —  | —  | —  | —  |
| 2017–18      | Ässät        | Liiga        | 39  | 14 | 14 | 28  | 31  | 7  | 3  | 1  | 4  | 6  |
| 2018–19      | Ässät        | Liiga        | 41  | 17 | 13 | 30  | 20  | —  | —  | —  | —  | —  |
| 2018–19      | EHC Biel     | NL           | 9   | 3  | 1  | 4   | 0   | 7  | 1  | 2  | 3  | 0  |
| 2019–20      | Färjestad BK | SHL          | 8   | 1  | 1  | 2   | 2   | —  | —  | —  | —  | —  |
| 2019–20      | Linköping HC | SHL          | 36  | 10 | 6  | 16  | 2   | —  | —  | —  | —  | —  |
| 2020–21      | Linköping HC | SHL          | 50  | 16 | 11 | 27  | 16  | —  | —  | —  | —  | —  |
| 2021–22      | Ässät        | Liiga        | 59  | 16 | 11 | 27  | 34  | —  | —  | —  | —  | —  |
| 2022–23      | GCK Lions    | SL           | 44  | 18 | 20 | 38  | 10  | 11 | 5  | 1  | 6  | 4  |
| 2022–23      | ZSC Lions    | NL           | 2   | 0  | 1  | 1   | 0   | 1  | 0  | 0  | 0  | 0  |
| 2023–24      | GCK Lions    | SL           | 43  | 13 | 27 | 40  | 14  | 18 | 7  | 15 | 22 | 10 |
| 2024–25      | GCK Lions    | SL           | 10  | 1  | 3  | 4   | 8   | 5  | 2  | 2  | 4  | 0  |
| Liiga totalt | Liiga totalt | Liiga totalt | 317 | 89 | 80 | 169 | 117 | 12 | 3  | 1  | 4  | 6  |
| SHL totalt   | SHL totalt   | SHL totalt   | 94  | 27 | 18 | 45  | 20  | —  | —  | —  | —  | —  |
| SL totalt    | SL totalt    | SL totalt    | 97  | 32 | 50 | 82  | 32  | 34 | 14 | 18 | 32 | 14 |